# Sidalcea neomexicana
Sidalcea neomexicana är en malvaväxtart som beskrevs av Samuel Frederick Gray. Sidalcea neomexicana ingår i släktet axmalvor, och familjen malvaväxter.

## Underarter
Arten delas in i följande underarter:
- S. n. crenulata
- S. n. neomexicana
- S. n. thurberi

## Bildgalleri

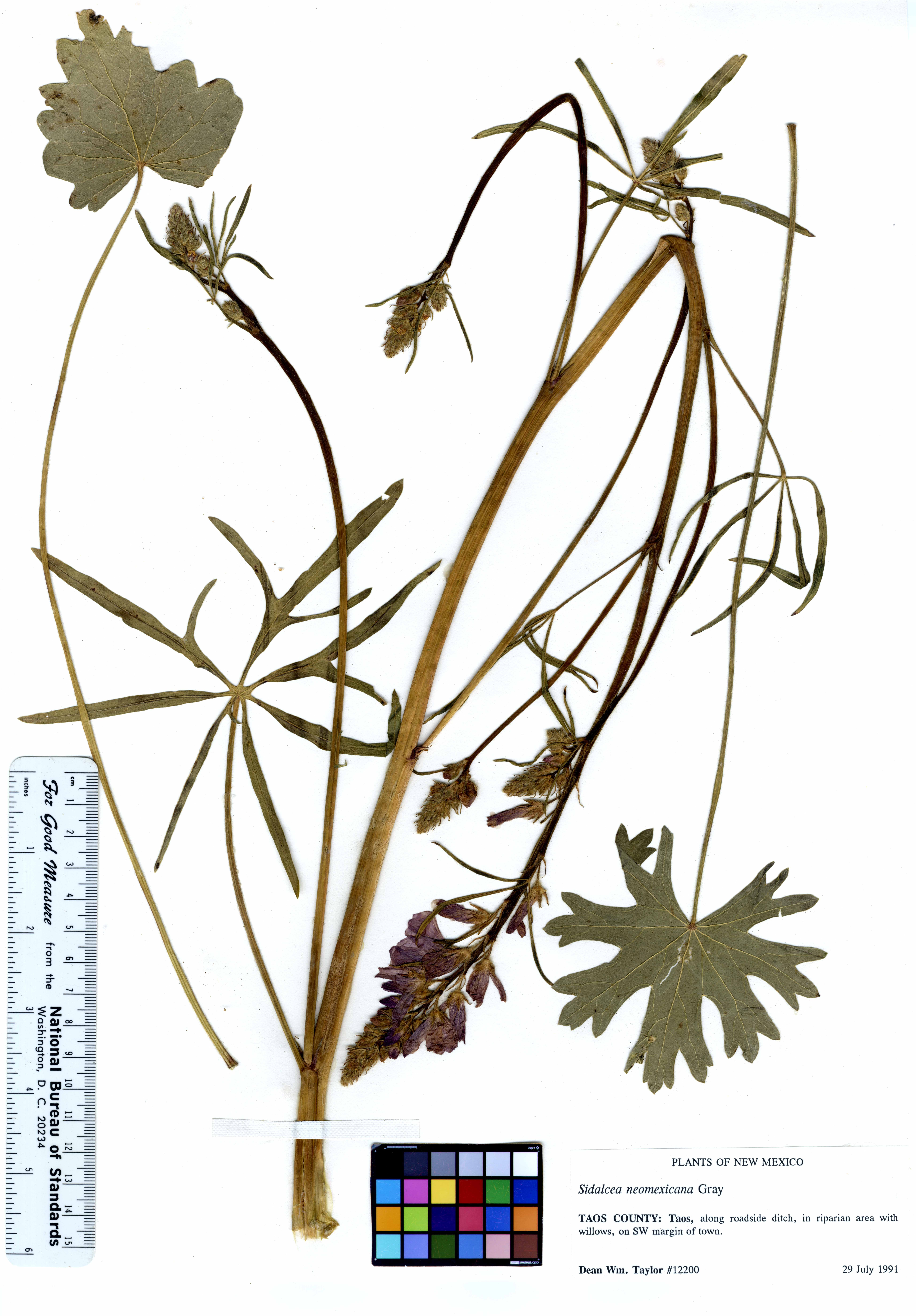